# Agnes Henckel
Agnes Maria Henckel, född 23 november 1860 i Helsingborg, död där 9 januari 1946, var en svensk pedagog. Hon var föreståndare vid Wallinska skolan i Stockholm 1899–1920. 
Henckel var dotter till garvaren Axel Benedictus Henckel och Johanna Christina, född Jönsson. Hon arbetade som privatlärare fram till att hon anställdes vid Wallinska 1886. Filosofie kandidat 1890. Hon utsågs till föreståndare vid Wallinska skolan 1899. Hon var också engagerad i rörelsen för kvinnlig rösträtt.